# 维克托·丘卡林
维克托·伊万诺维奇·丘卡林（俄语：Виктор Иванович Чукарин，1921年11月9日—1984年8月25日），苏联男子竞技体操运动员。他曾代表苏联参加1952年和1956年夏季奥林匹克运动会体操比赛，获得七枚金牌、三枚银牌和一枚铜牌。